# Unieście
Unieście is een plaats in het Poolse district  Koszaliński, woiwodschap West-Pommeren. De plaats maakt deel uit van de gemeente Mielno en telt 1000 inwoners.

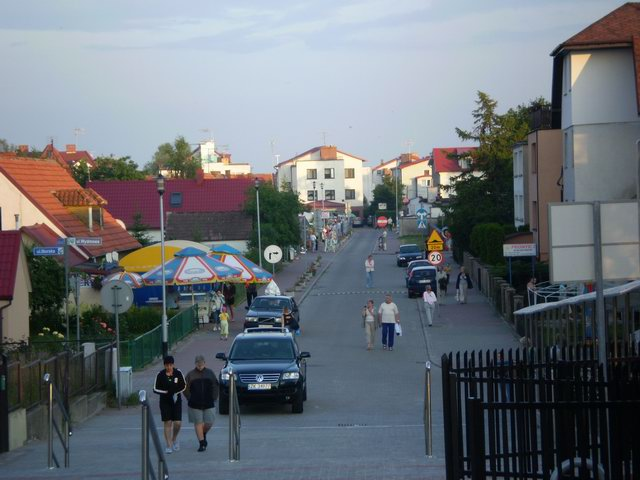
Hoofdstraat